# Synodontis petricola
Synodontis petricola é um peixe-gato vindo do Lago Tanganica na África oriental. Chega a 10 cm de comprimento. É um animal noturno.